# Красный тегу
Красный тегу (лат. Salvator rufescens) — вид ящериц из семейства тейид.

## Описание
Крупные ящерицы с длиной тела без хвоста до 61,4 см. Окраска обычно коричневато-зеленая с черными поперечными полосами и несколькими прерывистыми продольными белыми полосами. Самцы обычно ярче самок. Большинство молодых красных тегу практически не имеют красной окраски. По мере взросления они приобретают красную окраску. Красный тегу растет быстро, обычно достигая зрелости через два-три года.

## Ареал
Красный тегу распространен в центре и на юге Южной Америки: встречается в северной, западной и центральной Аргентине, юго-восточной Боливии и северо-западном Парагвае. Обитает в засушливом регионе Чако, встречается также южнее в схожих по климату пустынных регионах засушливых пампасов и в переходных районах на окраине Чако, как на севере, так и на юге. Изолированные субпопуляции из низины Гран-Бахо-дель-Гуаличо в фитогеографической провинции Монте считаются реликтом более мягкого межледникового климата в этой области. На юге его ареал пересекается с ареалом близкого вида Salvator merianae, там были зарегистрированы их гибриды. Обитает на высоте от 190 до 2116 м над уровнем моря.
Вид был завезен во Флориду, хотя моделирование пригодности среды обитания предполагает, что этот адаптированный к засушливым условиям вид менее приспособлен к окружающей среде Флориды, чем другие инвазивные виды тегу, и неизвестно, прижился ли этот вид.

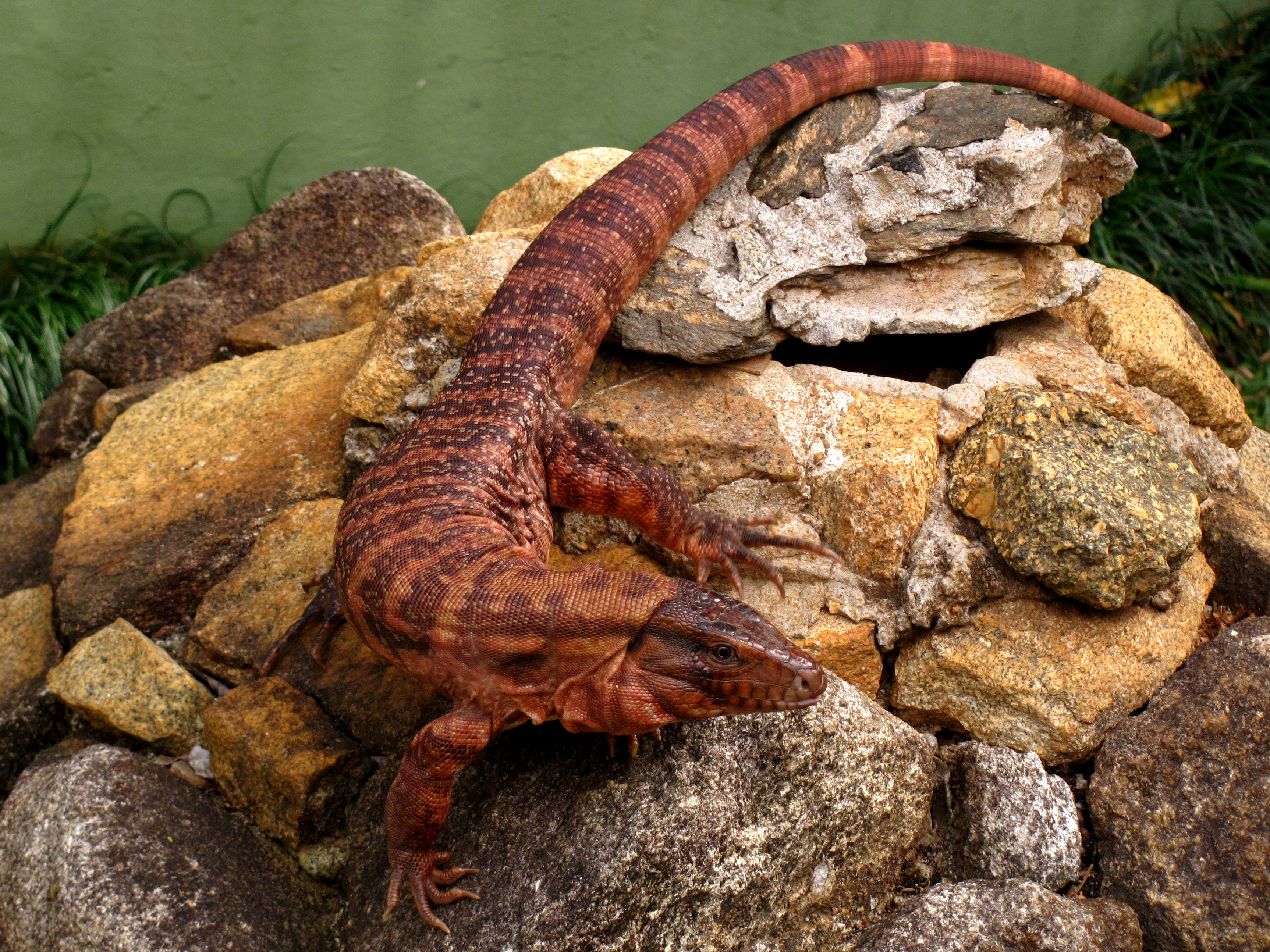
Взрослый красный тегу

## Места обитания
Красные тегу обитают в засушливом Чако, а также в пустынных и полупустынных районах со схожими условиями окружающей среды. Этот вид предпочитает засушливые, относительно прохладные районы, его распространение связано с характером выпадения осадков. Обнаружена сильная связь с районами с низким годовым количеством осадков и относительно прохладными зимними температурами, при этом пригодность среды обитания является наибольшей в районах с годовым количеством осадков ниже 1500 мм и среднегодовой температурой в самый холодный сезон от 5 до 20 °C. Зимуют красные тегу в норах млекопитающих, реже в дуплах или упавших деревьях. Активны только в тёплое время года, преимущественно при температуре выше 35 °C. Наиболее активны в период с октября по декабрь и не выходят из нор в период с мая по август.
Предполагается, что красный тегу отдает предпочтение лесным и кустарниковым местообитаниям, где размеры его участков составляют примерно 224 и 188 га соответственно. Однако он встречается и в более фрагментированных местообитаниях или местах с менее структурной растительностью, таких как живые изгороди, окружающие сельскохозяйственные угодья. Он, по-видимому, может сохраняться в районах, где изменение ландшафтов произошло несколько десятилетий назад. Предполагается, что эти крупные ящерицы имеют относительно небольшие собственные территории — от 2 до 50 га. Встречается в саванне, естественно нарушенных территориях и сильно изменённых ландшафтах, включая плантации экзотических деревьев и городские территории.

## Питание
Питается разными видами пищи, всеяден, активный собиратель. При анализе содержимого кишечника было обнаружено, что основу рациона этих животных составляют ягоды растения Sarcomphalus mistol (колючего кустарника или дерева из семейства крушиновых).

## Размножение
Откладка яиц в разных частях ареала происходит в ноябре — декабре или январе — феврале, при этом каждая самка откладывает одну кладку из 20—25 яиц. Инкубационный период составляет 45—75 дней и зависит от режима температуры и влажности. Большинство самок становятся половозрелыми в возрасте примерно четырёх лет при длине туловища 32 см. Время достижения половой зрелости самцами неизвестно, но наблюдалось, что самки отвергают молодых самцов. Считается, что продолжительность жизни в дикой природе составляет около 13 лет, хотя были сообщения, что тегу (неопределённого вида) живут в неволе до 20 лет.

## Популяция
Хотя красный тегу в целом считается обычным видом, имеется лишь ограниченная информация о плотности популяции этого вида, который активен только сезонно и зимой прячется в норах. По данным, основанным на сочетании опросов местных жителей и случайных наблюдений в период с 2010 по 2019 год, эта ящерица была очень распространена раньше и стала крайне редкой сейчас в одном из районов парагвайского Чако, однако количественная оценка этих сообщений проведена не была. Этот вид по-прежнему часто наблюдается вдоль дорог. В целом, не было зарегистрировано никаких признаков сокращения его популяции по всему ареалу в целом, где сохранились подходящие места обитания, и, похоже, он остается обычным даже в очень небольших остатках местообитаний. Динамика численности популяции точно неизвестна, но предполагается, что она в целом останется стабильной, с оговоркой, что, хотя эта ящерица очень устойчива к изменению среды обитания, она исчезнет из монокультурных насаждений, которые распространяются на большей части её ареала.

## Основные угрозы
Основной угрозой для этого вида является утрата и деградация среды обитания, которая особенно выражена в Чако из-за животноводства (в Парагвае и Боливии) и выращивания сои (в Аргентине). В период с 2011 по 2017 год древесный покров сократился более чем на 27 % его площади в 2010 году в департаменте Бокерон в Парагвае, где находится большая часть ареала этого вида в этой стране, и более чем на 10 % в Аргентине. Темпы исчезновения лесов по всему ареалу вида в целом в период с 2011 по 2017 год составляли в среднем 11,31 %. Хотя этот вид может сохраняться в нарушенных лесах, он исчезает в районах, где лес полностью уничтожен в результате интенсивного выращивания сои или пастбищного земледелия или монокультуры арахиса, которые являются основными формами преобразования земель в пределах его ареала. Тем не менее, сообщений о локальном вымирании этого вида, по-видимому, не поступало даже в сильно преобразованных ландшафтах. Субпопуляции все ещё сохраняются в ветрозащитных полосах и других остатках растительности в сельскохозяйственных районах, что позволяет предположить, что этому виду не нужны большие площади значительной среды обитания для его выживания.
Этот вид является одной из наиболее интенсивно эксплуатируемых рептилий в мире. Этот вид активно продавался ради кожи: до 1996 года в Аргентине и Парагвае их количество превышало миллион экземпляров. Уровень эксплуатации снизился после реализации плана управления. После добровольного моратория на экспорт, введенного Парагваем с 2004 года, объёмы экспорта из Аргентины удвоились и превысили 220 000 в 2005 и 2006 годах, а в 2013 и 2014 годах снова приблизились или превысили 200 000. В период с 2000 по 2016 год ежегодный экспорт (в основном шкур, но включая некоторых живых животных, предназначенных для международной торговли домашними животными), зарегистрированный СИТЕС, колебался от 620 259 до 15 2004, снизившись до 3 2208 в 2017 году, в общей сложности более 3 115 600 экземпляров между 2000 и 2017 годы. Этот вид разводят в неволе для экспорта в небольших количествах из Аргентины, и, следовательно, подавляющее большинство экспорта приходится на животных, пойманных в дикой природе. Незаконный экспорт шкур красного тегу из Боливии и Парагвая в Аргентину наблюдается и сейчас.
В парагвайском Чако представители двух коренных племен, нивакле (которые обитают в Аргентине и, по-видимому, также охотятся здесь на ящериц) и энльет, регулярно едят этот вид и считают их важной частью своего натурального питания; на него также охотятся коренные народы Аргентины, другие коренные и сельские жители едят его, хотя и не в качестве основной части рациона. Хотя в некоторых племенах существуют табу на поедание этого вида, они обычно охотятся на этот вид ради шкур. Похоже, что в Боливии его редко едят, но, скорее всего, на него охотятся оппортунистически, исходя из личных предпочтений.

## Охрана
Красный тегу является охраняемым видом в Парагвае, Аргентине и Боливии. Он внесен в Приложение II СИТЕС, хотя продолжают регистрироваться случаи незаконной торговли им. В Аргентине и Парагвае торговля им контролируется с помощью установленных программ устойчивого использования и контролируется на международном уровне СИТЕС и Всемирным центром мониторинга охраны природы ЮНЕП. Он встречается на охраняемых территориях, но защита там слабая и продолжается вырубка лесов. Наряду с Salvator merianae этот вид был включен в аргентинскую инициативу «Proyecto Tupinambis», целью которой является обеспечение устойчивого использования местных ресурсов. Для этого вида рекомендуется исследовать тенденции численности популяций и улучшить меры текущей защиты.

## Систематика
Подвидов не выделяют. Видовое научное название rufescens происходит от латинского причастия настоящего времени «rufescere», что означает «становиться красноватым».